# Penandingan (Kinal)
Penandingan is een bestuurslaag in het regentschap Kaur van de provincie Bengkulu, Indonesië. Penandingan telt 440 inwoners (volkstelling 2010).